# ووهلده
ووهلده (به آلمانی: Wohlde) یک شهر در آلمان است که در اشلسویگ-فلنسبورگ واقع شده‌است. ووهلده  ۵۳۰ نفر جمعیت دارد.